# Ilha Grande de São Cristóvão
A Ilha Grande de São Cristóvão é uma ilha brasileira situada estuário do rio Vaza-Barris, município de São Cristóvão, estado de Sergipe, próximo a sua desembocadura no oceano Atlântico.. A ilha está inserida na Área de Proteção Ambiental da Foz do rio Vaza-Barris, criada em 30 de março de 1990 pelo decreto estadual nº. 2795.

## História
Colonizada pelos jesuítas e situada na região palco da colonização do estado de Sergipe, a Ilha Grande possui uma capela cuja construção data de 1933. Tradicionalmente, são comemoradas festas populares nos meses de janeiro, como a Procissão do Bom Jesus dos Navegantes, em maio, a festa da Santa Cruz, padroeira da ilha, e a entrada do mês de junho, com a Festa do Samba de Coco. O Forró da Mangueira se realiza em data móvel durante o ano.
São Cristóvão possui há anos como entidade representativa social denominada «Associação dos Moradores e Amigos da Ilha Grande».

## Características

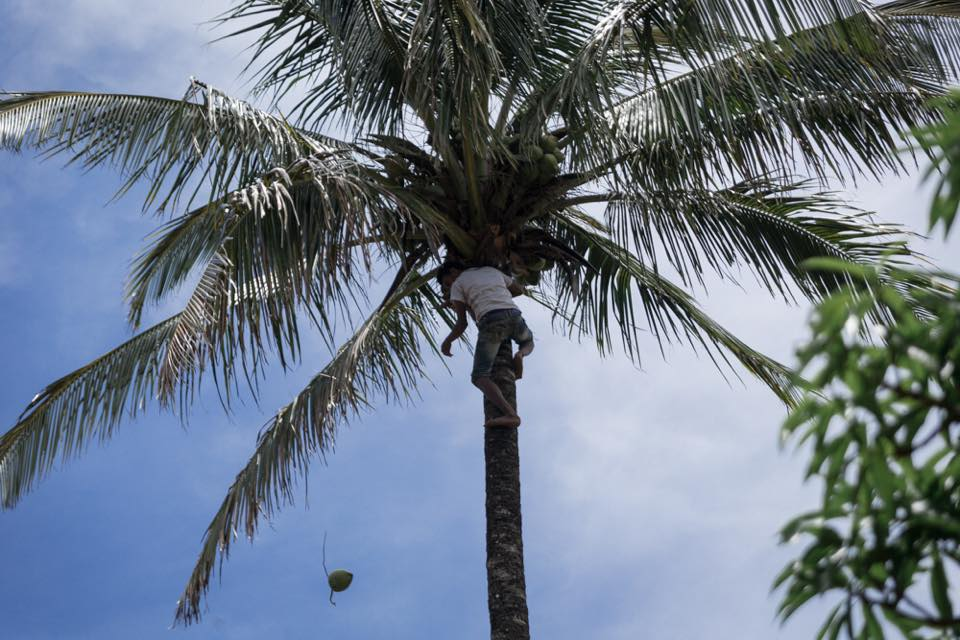
O coqueiro abunda na ilha, onde é economicamente muito importante.

A ilha apresenta clima tropical quente e úmido, expressiva fauna estuarina e vegetação já antropizada, formada por mangueiras centenárias, que se misturam ao vasto coqueiral, incluindo-se também inúmeros exemplares de cajueiros, goiabeiras, genipapeiros e jaboticabeiras. A ilha tem como limites geográficos a leste o rio Paramopama, ao sul a Barra da Ponta Grossa e o encontro das águas do rio Paramopamba e Vaza-barris, a oeste o rio Vaza-barris e o povoado Costa do Pau d'Arco, e a norte o município de Itaporanga d'Ajuda.
São Cristóvão detém uma população estimada em setenta pessoas, que vivem basicamente da pesca fluvial e pequena agricultura de subsistência baseada na produção de mangas, que ocorre entre os meses de dezembro até fins de abril. A comunidade já apresenta energia elétrica mas não saneamento básico. Seu único meio de transporte é o fluvial, que ocorre entre a ilha e o povoado de Pedreiras, no continente, distante da sede do município sete quilômetros por estrada de piçarra. Grande parte das habitações situa-se na parte leste. As grandes marés de março dividem a ilha em duas partes, ficando na extremidade oeste o lugarejo denominado Traipu, onde predomina uma vegetação composta em sua grande parte por coqueiros e mangabeiras.
Toda a área apresenta dois atracadouros: o primeiro construído pelo governo municipal, e consiste de uma pequena ponte com uma escada em sua extremidade; o segundo é um porto particular com acesso público que consiste de uma ponte tendo em sua extremidade um pier flutuante, o qual acompanha o nível das marés.